# Marcjan Zbigniew Korsak Bobynicki
Marcjan Zbigniew Korsak  Bobynicki herbu własnego – wojski smoleński w latach 1684-1688, podczaszy połocki w latach 1668-1683, sędzia grodzki połocki w latach 1667-1682, podczaszy wendeński w 1661 roku.
Poseł na sejm konwokacyjny 1668 roku z województwa połockiego. Był członkiem konfederacji generalnej zawiązanej 5 listopada 1668 roku na tym sejmie. Był elektorem Michała Korybuta Wiśniowieckiego z województwa połockiego w 1669 roku. Jako poseł na sejm konwokacyjny 1674 roku był członkiem konfederacji generalnej zawiązanej 15 stycznia 1674 roku na tym sejmie. Był elektorem Jana III Sobieskiego z województwa połockiego w 1674 roku. 